# Aracsi pusztatemplom
Az aracsi pusztatemplom (szerbül Arača) az egyik legkorábbi építészeti emlék a Vajdaságban, Szerbiában. A román–korai gótikus templom romja Törökbecse közelében fekszik.

## Története
A Bánság szerbiai részén, a Törökbecse, Beodra és Basahíd közötti határban egy téglaépület monumentális hatású romjai találhatók. A templom eredetileg három köríves, apszisos, nyolcszögű és kötegelt pillérekkel tagolt háromhajós, bazilikális szerkezetű, boltozott, román stílusú építmény volt, amelyet utóbb az északi mellékhajó keleti szakasza fölé emelt, a ferences liturgiai szokásoknak megfelelően elhelyezkedő toronnyal egészítettek ki. A templomból mára a nyugati fal, a szentélyrész a hozzá csatlakozó északi főhajófal két árkádnyi szakaszával és a toronnyal maradt fenn eredeti állapotban. Ezeket a részeket az 1970-es évek ásatásait követően, a romállapotot továbbra is fenntartva, kiegészítették. A kolostori épületek föld alatti maradványai a templomtól északra terülnek el.
A templom a 13. század első harmadában, valószínűleg egy korábbi templomot felváltva épült (az előzmény létére az 1896-ban előkerült ún. aracsi kő utalhat). A datálás a művészeti kapcsolatokra alapozható, amelyeknek rekonstruálásával Raffay Endre foglalkozott. Megállapítása szerint a kapcsolatok az 1200 körüli magyarországi emlékek mintakép-, illetve közvetítőszerepét feltételezik. A kőzetek vizsgálata alapján kiderült, hogy a mészkőtéglák a Budai-hegységből származnak.
Az alaprajz, a pillérformák és a szentélyrész előtti szakasz a Csák nemzetség vértesszentkereszti templomáéval, a boltozati rendszer pedig a franciaországi Bourges székesegyházát is jellemző megoldással rokonítható. A díszítőfaragványok egy része antikizáló kompozíciójú. Ezek az esztergomi királyi palota és az érseki székesegyház provence-emiliai eredetű stílusrétegének a hatásáról tanúskodnak: mestereik a tudásukat ott szerezték. A faragványok egy másik csoportja gótikus jellegű, egy közülük a Pannonhalmi Bencés Főapátsági templom reimsi kapcsolatú faragványaival mutat összefüggést.
Az épület sorsát a 16. század török pusztításai pecsételték meg. A romok a környék elnéptelenedésének, majd a 19. századi romkultusznak és a művészettörténeti-régészeti tudomány általi felfedezésnek köszönhetően menekültek meg a teljes pusztulástól. Fennmaradásuk állagmegóvó helyreállítási munkák eredménye.
Az 1990-es években a délvidéki magyarság újra felfedezte az aracsi pusztatemplomot, s fokozatosan a délvidéki magyarság jelképévé, kultikus emlékévé vált. Két civil szervezet, s a délvidéki magyarság közéleti szereplőinek adományozandó díj viseli e nevet.

## Megközelítése
- A törökbecse-beodrai úton haladunk, Törökbecse után a 7. km utáni elhagyatott vasúti megálló épületénél elhagyjuk az aszfaltutat, s keleti irányba tartva 5 km-es távolságban találjuk meg a templomot.
- Basahíd felől a törökbecse-basahídi úton haladunk, Basahíd után 7–8 km-re a csatorna kis hídján való átkelés után 2 km-rel jobb irányba letérünk az aszfaltútról, s észak felé 5 km-t haladva  megtaláljuk a templomot.

## A környező települések látnivalói
- Törökbecsén, a plébániaudvarban van gróf Leiningen-Westerburg Károly, aradi vértanú mellszobra
- Törökbecsén látható Délvidék egyetlen megmaradt Hungária szobra a basahídi úti temetőben
- Beodrán Karátsonyi László kastélya (1846) – az egyemeletes, klasszicista épület a legszebb bánáti kastélyok egyike
- Basahídon a régi községháza

## Irodalom

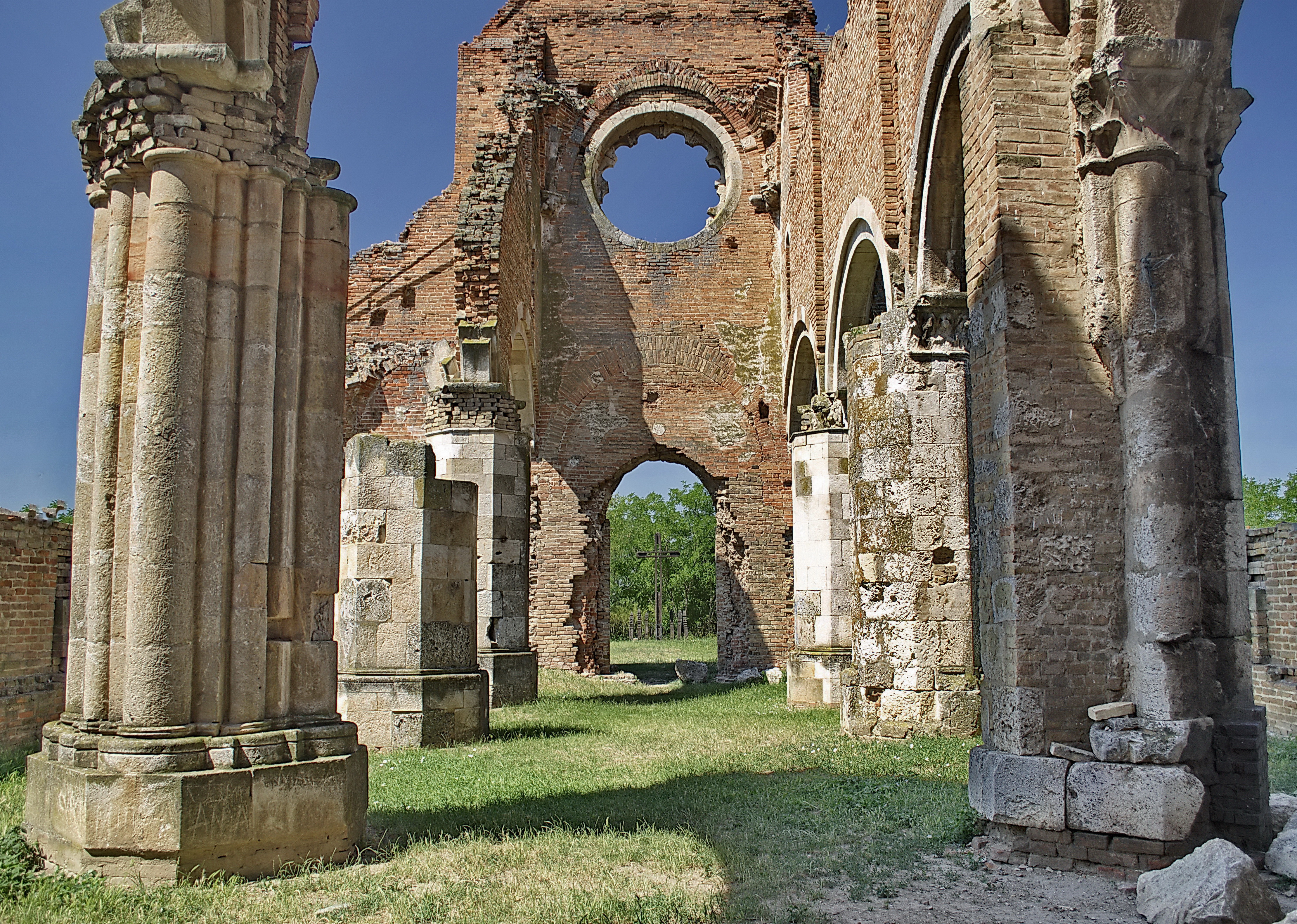
Az aracsi pusztatemplom